# Catalogus Plantarum Horti Gottingensis
Catalogus Plantarum Horti Gottingensis (abreviado Cat. Pl. Hort. Gott.) es un libro con ilustraciones y descripciones botánicas que fue escrito por el anatomista y botánico alemán Johann Gottfried Zinn. Se publicó en el año 1757.